# Argobuccinum pustulosum
Argobuccinum pustulosum es una especie de molusco gasterópodo de la familia Ranellidae. Esta especie es de interés comercial debido a su uso como alimento para humanos.

## Morfología
Comúnmente presenta un tamaño de 90 mm aproximadamente, una concha globosa, sólida, de espira relativamente baja ornamentada con cordones espirales gruesos y poco elevados, entre los que se intercalan cordones secundarios. Los cordones primarios son nodulosos mientras que los secundarios son lisos. Todas las vueltas cuentan con 1 o 2 fuertes pliegues axiales (várices). Su color superficial es castaño o pardo-rojizo, mientras que los cordones espirales son de un tono pardo oscuros. Posee un periostraco oliváceo, piloso, parcial o totalmente ausente en ejemplares adultos. Cuenta con una abertura ovalada, con canal sifonal largo y recto. Tiene un callo columeral prominente, con numerosos pequeños repliegues; el margen externo es engrosado y crenulado en ejemplares adultos, mientras que es delgado y liso en individuos juveniles. El interior de la concha es de color blanco cremoso. Su opérculo es ovalado y pardusco. 
En cuanto al cuerpo suave, el pie tiene un tono pardo-negro con pequeñas máculas amarillas; posee tentáculos cefálicos parduscos en la base y amarillentos en extremo distal.

## Distribución geográfica
La especie es originaria de Sudáfrica, sin embargo es posible hallarla en Australia, Chile y Nueva Zelanda.
En Chile entre las longitudes 18°S-56°S. desde Caldera hasta Magallanes, y según Osorio, se distribuye desde Coquimbo hasta Tierra del Fuego.

## Comportamiento y hábitat
Habita en sustratos rocosos y bancos de mitílidos. Puede ser encontrado en una profundidad litoral inferior a 30 metros donde se alimenta de mitílidos, crustáceos y erizos. Esta especie es carnívora. Posee dimorfismo sexual con sexos separados.

## Uso humano
Usado en gastronomía, en forma fresca, fría y congelada. El año 2014, en Chile se desembarcaron 258 toneladas de “caracol Palo-Palo”, siendo la región de Los Lagos la que más produjo (99,2 %).

## Sinónimos
La especie posee los siguientes sinónimos:
- Argobuccinum argus (Gmelin, 1791)
- Argobuccinum proditor (Frauenfeld, 1865)
- Argobuccinum proditor proditor (Frauenfeld, 1865)
- Argobuccinum proditor tristanense Dell, 1963
- Argobuccinum proditor tristanensis Dell, 1963
- Argobuccinum pustulosum f. proditor (Frauenfeld, 1865)
- Argobuccinum pustulosum tumidum (Dunker, 1862)
- Argobuccinum ranelliforme (P. P. King, 1832)
- Argobuccinum tristanense Dell, 1963
- Argobuccinum tumidum (Dunker, 1862)
- Bursa (Apollon) proditor Frauenfeld, 1865
- Bursa tumida Dunker, 1862
- Cassidea tuberculata Fischer von Waldheim, 1807
- Murex argus Gmelin, 1791
- Ranella ampullacea Valenciennes, 1858
- Ranella kingii d'Orbigny, 1841
- Ranella polyzonalis Lamarck, 1816
- Ranella vexillum G. B. Sowerby II, 1835
- Triton ranelliforme P. P. King, 1832
- Tritonium argobuccinum Röding, 1798

## Literatura adicional
- Arthur William Baden Powell, New Zealand Mollusca, William Collins Publishers Ltd, Auckland, New Zealand 1979 ISBN 0-00-216906-1.